# Villa Lattuada
 (septembre 2023).
La villa Lattuada est une villa éclectique située dans la commune de Casatenovo en Italie.

## Histoire
Conçue par l'architecte italien Antonio Tagliaferri et construite sur les ruines d'un ancien couvent transformé en ferme, la villa est érigée entre 1883 et 1885 à la demande de la famille Lattuada,. Les intérieurs sont successivement réaménagés par l'architecte Achille Mainoni d'Intignano.
La villa est visitée même par Humbert Ier, roi d'Italie.

## Description
La villa est située dans la commune de Casatenovo, et est entourée d'un grand parc.
Le bâtiment, qui prèsente un style néogothique, a un plan de forme quadrangulaire, agrémenté de deux tours sur la façade ouest, l'une d'entre elles étant surmontée d'une flèche.

## Galerie d'images

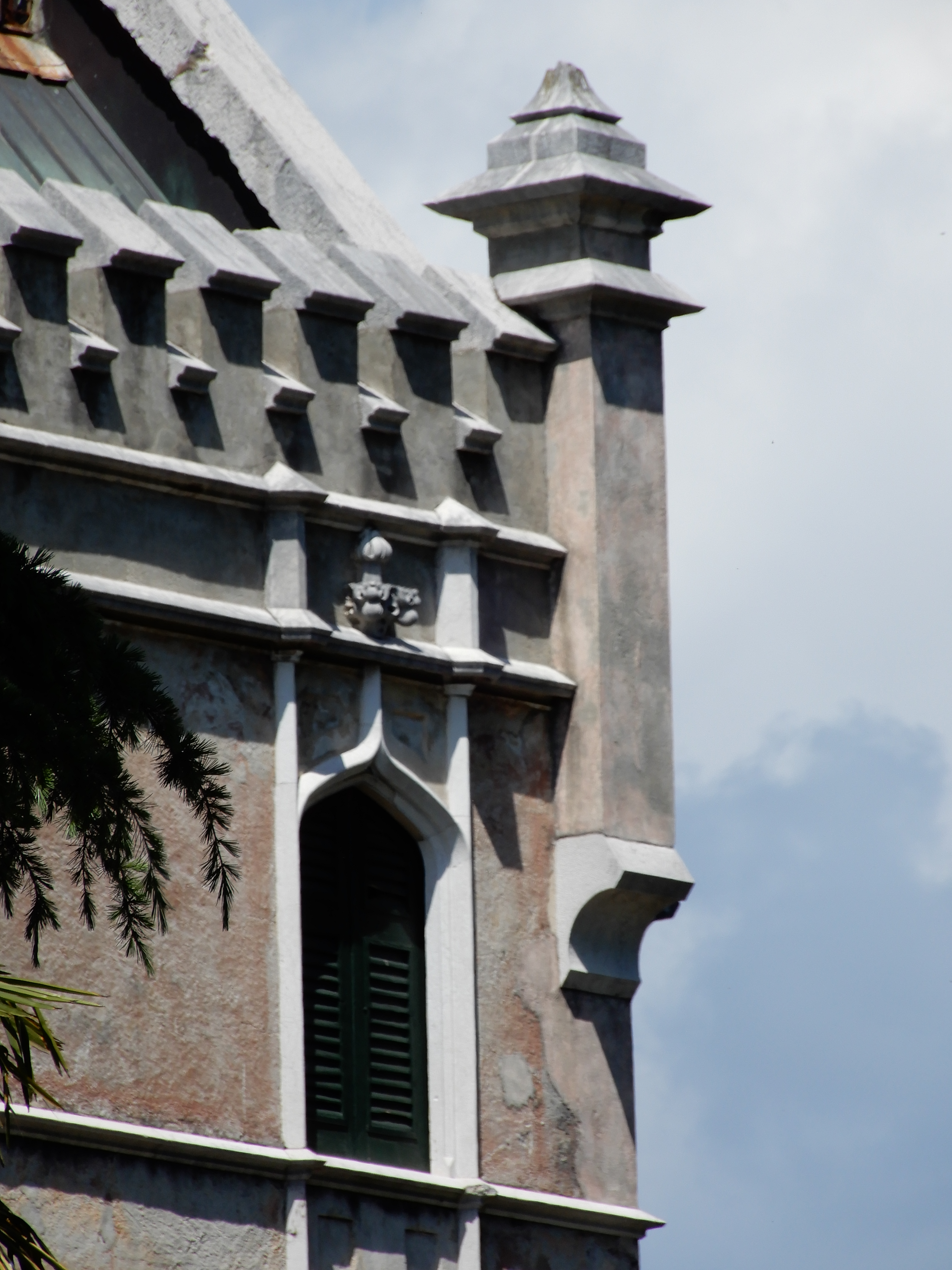
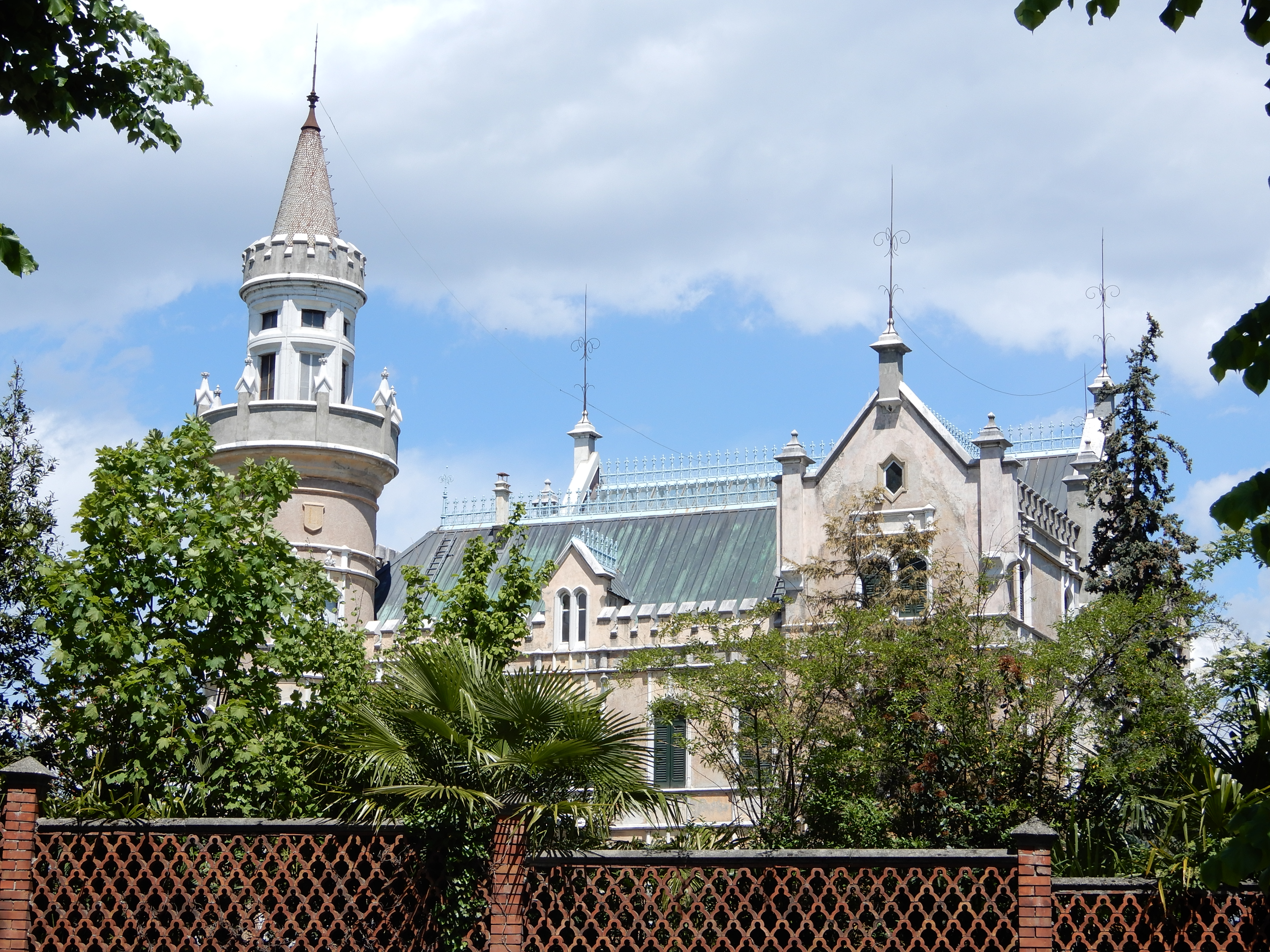
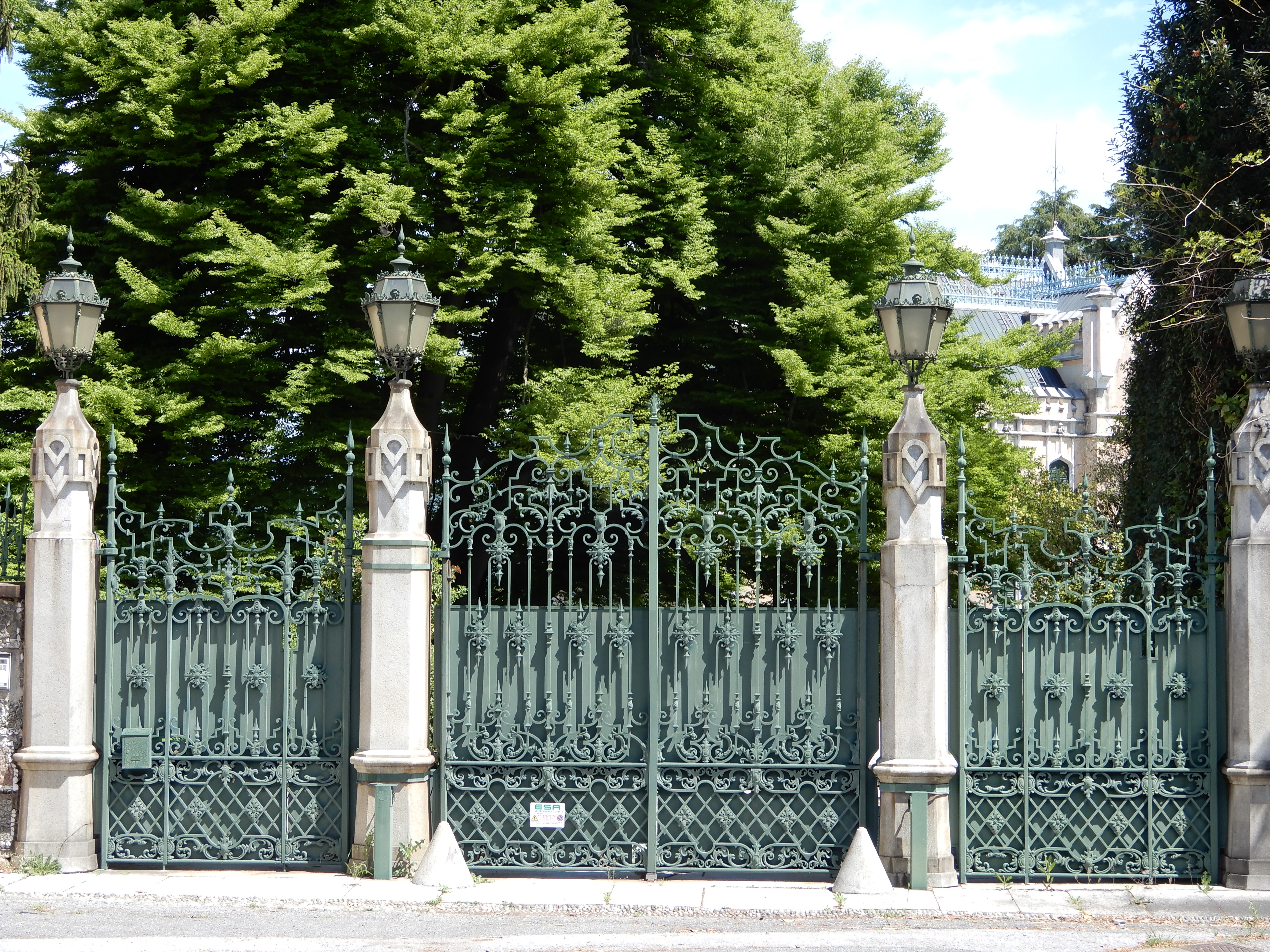